# Los Jaivas
Los Jaivas é uma das bandas mais duradouras do cenário musical chileno. É considerado o grupo musical chileno mais importante até hoje formado.
Nele destaca-se a incorporação de instrumentos e ritmos latino-americanos a enfoques musicais modernos.
O grupo se formou em 1963 em Viña del Mar, próximo a Valparaíso, Chile. Nos seus 40 anos ininterruptos, Los Jaivas passaram por diferentes estilos, predominando a música popular chilena e latino-americano.
Durante sua trajetória, além dos temas próprios, musicalizaram obras de Pablo Neruda e arranjaram e interpretaram canções compostas por Violeta Parra, Víctor Jara, Osvaldo Rodríguez.
Com uma posição política de esquerda, abandonaram o Chile após o golpe militar de Pinochet, indo pra Argentina e depois pra Europa, onde ganharam projeção internacional.

## Discografia

### Álbuns de estúdio
- La Vorágine (1969-1971; editado como set de 5 CDs en 2004)
- Los Jaivas; conhecido como El Volantín (1971)
- Los Jaivas; conhecido como La Ventana, e também Todos Juntos (1972)
- Palomita Blanca (1972; editado em 1992)
- Los Sueños de América, con Manduka (1974; editado em 1979)
- Los Jaivas; conhecido como El Indio (1975)
- Canción del Sur (1977)
- Alturas de Machu Picchu (1981)
- Aconcagua (1982)
- Obras de Violeta Parra (1984)
- Si Tú No Estás (1989)
- Hijos de la Tierra (1995)
- Trilogía: El Reencuentro (1997)
- Mamalluca (1999)
- Arrebol (2001)

### Discos ao vivo
- Los Jaivas en Argentina (1983)
- Los Jaivas en Moscú; edición soviética (1983)
- Los Jaivas en Vivo: Gira 1988 (1991)

### Coletâneas
- Mambo de Machaguay (1980)
- En el Bar-Restaurant 'Lo Que Nunca Se Supo' (2000)
- Obras Cumbres; set de 2 CDs (2002)
- Canción de Amor (2005)

### Álbuns de homenagem
- Homenaje a Los Jaivas (2006)

### Singles
- "Ayer caché"/"Todos juntos" (1972)
- "Mira niñita"/"Cuero y piel" (1972)
- "Indio hermano"/"Corre que te pillo" (1973)
- "Mambo de Machaguay (primera versión)"/"En tus horas" (1976)
- "Bebida mágica"/"Sueño del inca" (1978)

### Vídeos e DVD
- Alturas de Macchu Picchu en Vivo (1999)
- Mamalluca: Nace una Obra Sinfónica (2000)
- Los Jaivas en Vivo, Gira Chile 2000 (2001)
- Alturas de Macchu Picchu (DVD reeditado) (2004)
- Los Jaivas en Rapa Nui (2007)